# Syukuro Manabe
Syukuro Manabe (n. 21 septembrie 1931, Shinritsu⁠(d), Prefectura Ehime, Japonia) este un meteorolog și climatolog japonezo-american, cunoscut pentru utilizarea calculatoarelor pentru a simula schimbările climatice globale și variațiile climatice naturale. În 2021, a câștigat Premiul Nobel pentru Fizică, împreună cu Klaus Hasselmann, „pentru modelarea fizică a climei Pământului, cuantificând variabilitatea și prezicând în mod fiabil încălzirea globală”, alături de Giorgio Parisi „pentru descoperirea interacțiunii tulburărilor și fluctuațiilor din sistemele fizice de la scările atomice la cele planetare”.

## Lucrări selective
- Manabe, S., J. Smagorinsky, and R.F. Strickler, 1965: Simulated climatology of a general circulation model with a hydrologic cycle. Monthly Weather Review, 93(12), 769-798.
- Manabe, S., and R. T. Wetherald, 1967: Thermal equilibrium of the atmosphere with a given distribution of relative humidity. Journal of the Atmospheric Sciences, 24 (3), 241-259.
- Manabe, S. and K. Bryan, 1969: Climate Calculation with a combined ocean-atmosphere model. Journal of the Atmospheric Sciences, 26(4), 786-789.
- Manabe, S. and R.T. Wetherald, 1975: The effect of doubling of CO2 concentration in the atmosphere. Journal of the Atmospheric Sciences, 32(1), 3-15.
- Stouffer, R.J., S. Manabe, and K. Bryan, 1989: Interhemispheric Asymmetry in climate response to a gradual increase of atmospheric carbon dioxide. Nature, 342,660-662.
- Manabe, S., R.J. Stouffer, M.J. Spelman, and K. Bryan, 1991: Transient response of coupled ocean-atmosphere model to gradual changes of atmospheric CO2. Part I: Annual mean response. Journal of Climate, 4(8), 785-818.
- Manabe, S., M.J. Spelman, and R.J. Stouffer, 1992: Transient response of a coupled ocean-atmosphere model to gradual increase of atmospheric CO2. Part II: Seasonal response. Journal of Climate, 5(2): 105-126.
- Manabe, S., and R. J. Stouffer, 1995: Simulation of abrupt climate change induced by freshwater input to the North Atlantic Ocean. Nature,  378, 165-167.
- Manabe, S., and R.J. Stouffer, 2000: Study of abrupt climate Change by a coupled ocean-atmosphere model. Quaternary Science Reviews, 19: 285-299.
- Manabe, S., and Broccoli, A.J., 2020: Beyond Global Warming: How Numerical Models Revealed the Secrets of Climate Change. Princeton University Press. Princeton, New Jersey.